# لورا دياز (صحفية)
لورا دياز (بالإنجليزية: Laura Diaz)‏ هي مذيعة أخبار وصحفية أمريكية، ولدت في 16 فبراير 1958 في سانتا باولا في الولايات المتحدة.

## وصلات خارجية
- لورا دياز على موقع IMDb (الإنجليزية)